# Lisa’s Substitute
«Lisa’s Substitute» (с англ. — «Заместитель учителя Лизы») — девятнадцатый эпизод второго сезона мультсериала «Симпсоны», премьера которого состоялась 25 апреля 1991 года.

## Сюжет
Мисс Гувер заболевает болезнью Лайма, и Директор Скиннер решает нанять временного учителя — мистера Бергстрома. Мистер Бергстром сразу же понравился Лизе.
А в классе Барта проходят выборы президента класса. Основной претендент — Мартин Принс, однако Барт также участвует в выборах и, благодаря своим смелым и раздражающим мисс Крабаппл шуткам, становится всё более и более популярным.
Лиза сближается с мистером Бергстромом, и, по-видимому, влюбляется в него. Вскоре Лиза, мистер Бергстром и Гомер идут в музей естественной истории Спрингфилда. Там мистер Бергстром видит, что Лиза не уважает Гомера и испытывает чувство стыда за него. Он говорит об этом Гомеру и предупреждает его о том, что нужно что-то немедленно сделать — ведь на кону жизнь прекрасной девочки. Саму Лизу присутствие Гомера лишь раздражало, о чём она после экскурсии говорит Мардж; в ответ она предлагает Лизе пригласить мистера Бергстрома к ним домой на ужин. Однако, зайдя на следующий день в школу, Лиза видит, что мисс Гувер вернулась, и узнаёт о том, что Бергстром покидает Спрингфилд. Лиза успевает попрощаться с ним на вокзале, после чего он уезжает. Она была очень расстроена.
Барт и его друзья настолько уверены в том, что Барт победит на выборах, что забывают проголосовать. В результате за Мартина подано два голоса, за Барта — ни одного, и Мартин становится президентом класса. Барт также был очень расстроен.
В конце серии Гомеру приходится успокаивать обоих детей: сначала Лизу, которая назвала его бабуином из-за его непонимания к её чувствам, но потом простила его, а потом и Барта, которого он убедил в том, что он больше выиграл, нежели потерял. Напоследок он помогает и Мэгги, засунув ей в рот соску. В доме Симпсонов вновь царит порядок и спокойствие.